# 5544 Kazakov
5544 Kazakov eller 1978 TH6 är en asteroid i huvudbältet som upptäcktes den 2 oktober 1978 av den sovjetisk-ryska astronomen Ljudmila Zjuravljova vid Krims astrofysiska observatorium på Krim. Den är uppkallad efter den ryske klassicistiske arkitekten Matvej Kazakov (1738–1812).
Den tillhör asteroidgruppen Eunomia.